# COROT-5b

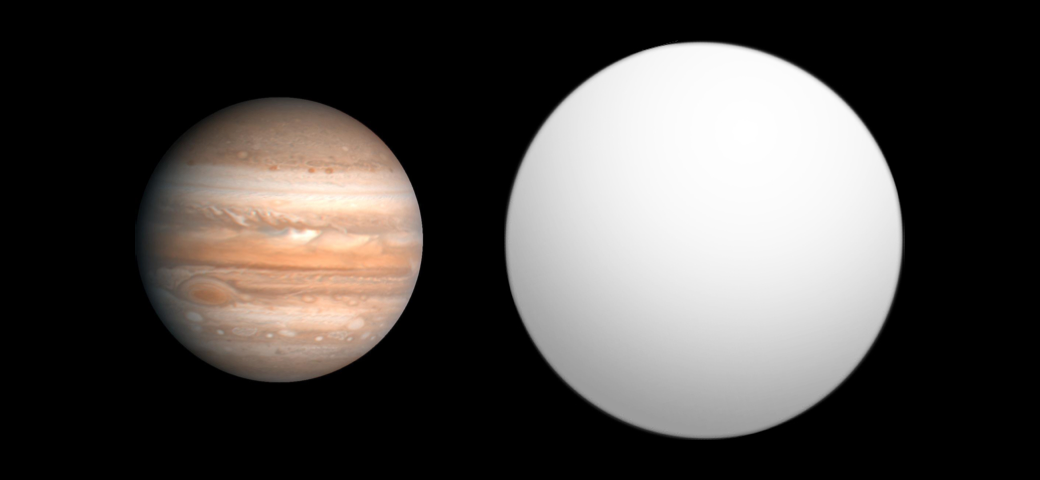
Comparação de tamanho de COROT-5b com Júpiter.

COROT-5b (anteriormente conhecido como COROT-Exo-5b) é um planeta extrassolar que orbita a estrela COROT-5. Foi reportado pela equipe da missão COROT em 2008.
Este planeta foi confirmado pelo método de velocidade radial através de um estudo de acompanhamento.